# Interpolation linéaire

Les points rouges correspondent aux points (x_{k},y_{k}), et la courbe bleue représente la fonction d'interpolation, composée de segments de droite.

L’interpolation linéaire est la méthode la plus simple pour estimer la valeur prise par une fonction continue entre deux points déterminés (interpolation). Elle consiste à utiliser pour cela la fonction affine (de la forme f(x) = m.x + b) passant par les deux points déterminés. Cette technique était d'un emploi systématique lorsque l'on ne disposait que de tables numériques pour le calcul avec les fonctions transcendantes : les tables comportaient d'ailleurs à cet effet en marge les « différences tabulaires », auxiliaire de calcul servant à l'interpolation linéaire.
Enfin l'interpolation linéaire est la base de la technique de quadrature numérique par la méthode des trapèzes.

## Principe
Supposons que l'on connaisse les valeurs prises par une fonction {\displaystyle f} en deux points {\displaystyle x_{a}} et {\displaystyle x_{b}} :
- {\displaystyle f(x_{a})=y_{a}} et
- {\displaystyle f(x_{b})=y_{b}}.

La méthode consiste à approcher la fonction {\displaystyle f} par la fonction affine {\displaystyle {\bar {f}}} telle que {\displaystyle {\bar {f}}(x_{a})=y_{a}} et {\displaystyle {\bar {f}}(x_{b})=y_{b}} ; cette fonction a pour équation (trois formulations équivalentes) :
{\displaystyle {\bar {f}}(x)={\frac {y_{a}-y_{b}}{x_{a}-x_{b}}}x+{\frac {x_{a}\cdot y_{b}-x_{b}\cdot y_{a}}{x_{a}-x_{b}}}}
que l'on peut aussi écrire (formule de Taylor-Young au premier ordre) :
{\displaystyle {\bar {f}}(x)=y_{a}+(x-x_{a}){\frac {y_{b}-y_{a}}{x_{b}-x_{a}}}}.
ou encore :
{\displaystyle {\bar {f}}(x)={\frac {x_{b}-x}{x_{b}-x_{a}}}y_{a}+{\frac {x-x_{a}}{x_{b}-x_{a}}}y_{b}}
Cette dernière formule correspond à la moyenne pondérée.

## Exemples

### Interpolation d'une fonction inconnue
Par exemple, si nous souhaitons déterminer f(2,5) alors que l'on connaît les valeurs de f(2) = 0,9093 et f(3) = 0,1411, cette méthode consiste à prendre la moyenne des deux valeurs sachant que 2,5 est le milieu des deux points. On obtient par conséquent {\displaystyle f(2{,}5)\approx {\frac {0{,}9093+0{,}1411}{2}}=0{,}5252}.

### Interpolation d'une fonction connue
Soit à calculer sin(0,71284). Les tables de Laborde donnent :
| x     | sin x       | Δ (différence tabulaire) |
| ----- | ----------- | ------------------------ |
| 0,712 | 0,653 349 2 |                          |
|       |             | 756 7                    |
| 0,713 | 0,654 105 9 |                          |
|       |             | 756 1                    |
| 0,714 | 0,654 862 0 |                          |

Dans ce cas :
{\displaystyle x_{a}=0{,}712} et {\displaystyle x_{b}=0{,}713}, car 0,712 < 0,71284 < 0,713 ;
{\displaystyle y_{a}=0{,}6533492} ;
{\displaystyle y_{b}-y_{a}=\Delta =7567\times 10^{-4}}
et enfin {\displaystyle x-x_{a}=0{,}71284-0{,}712=84\times 10^{-5}}.
On a donc : {\displaystyle \sin 0{,}71284\approx 0{,}6533492+{\frac {7567\times 10^{-4}\times 84\times 10^{-5}}{10^{-3}}}=0{,}6539848}.
En pratique, on pose les calculs de la façon suivante :
| sin 0,712      | ≈ | 0,653 349 2       |
| Δ × . . . . 84 | → | . . . . . 635 628 |
| sin 0,712 84   | ≈ | 0,653 984 8       |

Le fabricant des tables explique qu'en procédant ainsi, l'erreur absolue est inférieure à 2 × 10-7. La même méthode est expliquée dans les tables de logarithmes de Bouvart et Ratinet.

## Précision
Cette méthode est rapide et aisée mais sa précision dépend beaucoup de l'écart {\displaystyle |x_{b}-x_{a}|}.
Le calcul différentiel et intégral permet, moyennant certaines hypothèses, de calculer l'erreur d'interpolation au pire des cas. En particulier, si la fonction f que l’on souhaite interpoler est deux fois continûment dérivable et si {\displaystyle x\in [x_{a},x_{b}]} alors l'erreur d'interpolation est donnée par :
{\displaystyle |f(x)-{\bar {f}}(x)|\leq C(x_{b}-x_{a})^{2}} où {\displaystyle C={\frac {1}{8}}\max _{y\in [x_{a},x_{b}]}|f''(y)|}.
En d'autres termes, le majorant de l'erreur est proportionnel au carré de la distance entre les nœuds. D'autres méthodes d'interpolation permettent, en prenant appui sur trois ou davantage de points (au lieu de deux), d'espérer une diminution de l'erreur d'interpolation : par exemple la méthode des différences divisées de Newton, ou l'interpolation polynomiale. Cependant, certains cas sont sensibles au phénomène de Runge, où l'erreur d'interpolation explose quand on augmente le nombre de points.
L'interpolation linéaire peut être utilisée pour la recherche des zéros d'une équation (méthode de la fausse position) ou le calcul numérique d'intégrales (méthode des trapèzes).